# Hoverdenia speciosa
Hoverdenia es un género monotípico de plantas con flores perteneciente a la familia Acanthaceae. El género tiene una especie de hierbas. Hoverdenia speciosa Nees. que se encuentra en México.

## Taxonomía
Hoverdenia speciosa fue descrita por el botánico alemán; Christian Gottfried Daniel Nees von Esenbeck y publicado en Prodromus Systematis Naturalis Regni Vegetabilis 11: 331, en el año 1847. (25 Nov 1847)